# Кудлай Алла Петрівна
А́лла Петрівна Кудла́й (нар. 23 липня 1954, Лосинівка, Ніжинський район, Чернігівська область) — українська співачка, народна артистка України.

## Біографія
Алла Петрівна Кудлай народилась 23 липня 1954 року у Лосинівці Ніжинського району Чернігівської області.
Освіту здобула у Ніжинському педагогічному інституті. З 1978 року співала в народному хорі ім. Г. Верьовки, у 1984 році стала солісткою естрадно-симфонічного оркестру Держтелерадіо України. Як данина попередній роботі, влітку 1986 року з'явився відеоальбом «Веселка», складений із маловідомих народних пісень.
В 1987 році отримала звання Заслуженої, а у 1997 році — Народної артистки України. Серед шлягерів співачки цих років — пісні «Красива жінка незаміжня», «Не лукав», «Невезуча», «Мелодія», «Знову цвіте матіола», «Намисто», «Пахне м'ята», «Мареля», «То все тайна», «По малину ходила», «Не поверну човен», «Цвів терен».
З 2006 року була депутаткою Броварської районної ради, Київської області. У 2008 році нагороджена Орденом княгині Ольги III ст.
Багаторазова дипломантка музичної премії Шлягер року.
Хрещена мати Насті Каменських.

## Дискографія
- 1990 — Роксолана
- 1995 — Красива жінка незаміжня
- 1996 — Казковий полон
- 1998 — Коханка
- 1998 — Гуцулка Ксеня
- 2001 — «Актриса» В. Засухіна
- 2004 — Колискова для коханого
- 2005 — Спасибо за любовь
- 2007 — Друзям